# 염주군
염주군(鹽州郡)은 조선민주주의인민공화국 평안북도 서부에 있는 군이다. 황해에 면한다.

## 지리
북쪽으로 용천군·피현군, 동쪽으로 동림군, 동남쪽으로 철산군이 있다.
군 서부에 다사로동자구가 있어, 공업·항만 지구를 형성한다. 철도로 신의주와 연결되어 있고 다사로동자구의 일부는 신의주특별행정구로 지정되어 있다.
염주 평야는 대부분이 평지와 완만한 구릉이고 남서쪽에서 북동쪽을 향해 경사져있다. 북쪽과 동쪽에는 망일산(613m)과 같은 작은 산이 있다. 앞바다에는 반성렬도가 놓여져 있고 지역 관광지로서 유명하다. 그 밖의 섬으로 대다사도와 장도 등이 있다.
바다에 면해있어 비교적 온화하지만 지역의 기후는 대륙의 영향을 많이 받는다. 이로 인해 연평균 기온은 8.4 °C이고 1월 평균기온은 -8.7 °C, 8월 평균기온은 24 °C로 연교차가 크다. 연평균 강수량은 상대적으로 적은 800~1000mm 정도이다.

## 역사
현재의 염주군의 범위는 한 때 룡천군의 남쪽에 해당했고 1952년에 신설된 것이다.
일제강점기에 다사도에 공업지대가 만들어졌다.
1952년 12월, 룡천군 외하면·외상면·내중면 전역과 부라면의 대부분, 철산군의 서림면의 대부분을 아우른 염주군이 신설되었다(1읍 21리).

## 산업
평야가 많기 때문에, 염주의 54.4%가 경작지이고 산림은 15%뿐이다. 평안북도 제2의 쌀 생산지이고 그 밖에 콩, 옥수수, 담배, 과일을 생산한다. 제염업과 함께 어업과 가축 사육 또한 지역의 중요한 산업이다. 염주는 북조선의 소금 생산량의 10%를 생산한다. 1980년대 초에 커다란 국영 양식장이 세워졌고 그 면적은 1km2가 넘고 80개가 넘는 분리된 못이 있다고 보고되고 있다.

## 교통
- 평의선
- 다사도선

## 행정 구역
1읍 1구 22리로 구성된다.
- 염주읍 (鹽州邑)
- 다사로동자구 (多獅勞動者區)
- 인광리 (仁光里)
- 향봉리 (香峰里)
- 삼개리 (三价里)
- 련산리 (蓮山里)
- 서림리 (西林里)
- 룡산리 (龍山里)
- 동성리 (東城里)
- 반곡리 (盤谷里)
- 내중리 (內中里)
- 련곡리 (蓮谷里)
- 도봉리 (道峰里)
- 룡북리 (龍北里)
- 신정리 (信井里)
- 외하리 (外下里)
- 남압리 (南鴨里)
- 반궁리 (盤弓里)
- 중호리 (中虎里)
- 주의리 (做儀里)
- 학소리 (鶴巢里)
- 하석리 (下石里)
- 동발리 (東鉢里)
- 석암리 (石岩里)

## 같이 보기
- 조선민주주의인민공화국의 지리
- 조선민주주의인민공화국의 행정 구역